# Calliopsis barri
Calliopsis barri là một loài Hymenoptera trong họ Andrenidae. Loài này được Rozen mô tả khoa học năm 1959.